# 1582 en arts plastiques
| Années des arts plastiques : 1579 - 1580 - 1581 - 1582 - 1583 - 1584 - 1585    |
| Décennies des arts plastiques : 1550 - 1560 - 1570 - 1580 - 1590 - 1600 - 1610 |

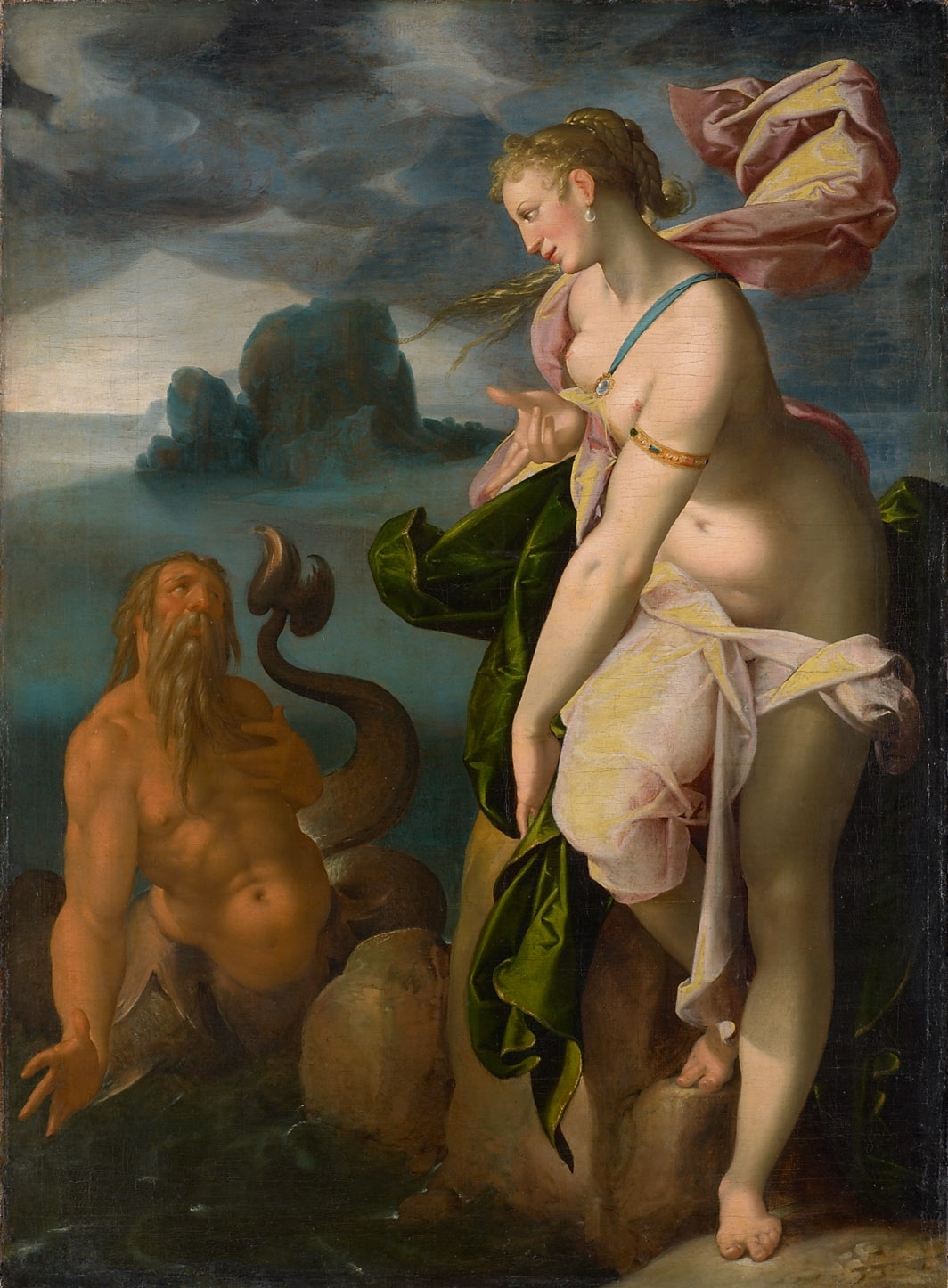
Bartholomeus Spranger (1546–1611),
Glaucus et Scylla.

Cette page concerne l'année 1582 en arts plastiques.

## Naissances
- ? : Jacopo Bambini, peintre baroque italien († ?),
- Vers 1582 :
- David Colijns, peintre néerlandais († vers 1666).

## Décès
- 30 novembre : Francesco da Urbino, peintre italien (° 1545),
- 15 décembre : Giorgio Ghisi, peintre maniériste et graveur italien (° 1520),
- Lattanzio Pagani, peintre italien (° 1520).